# 7531 Pecorelli
7531 Pecorelli eller 1994 SC är en asteroid i huvudbältet som upptäcktes den 24 september 1994 av Santa Lucia Stroncone-observatoriet i Stroncone. Den är uppkallad efter Antonio Pecorelli .
Asteroiden har en diameter på ungefär 4 kilometer.